# Pierre af Orléans (1845-1919)
Pierre af Orléans, hertug af Penthièvre (4. november 1845 på slottet i Saint-Cloud– død 17. juli 1919 i Paris) var en fransk–brasiliansk prins. Han var sønnesøn af kong Ludvig Filip af Frankrig og dattersøn af Pedro 1. af Brasilien. Han var flådeofficer og opdagelsesrejsende. 

## Forfædre
Pierre af Orléans var sønnesøn af kong Ludvig-Filip af Frankrig samt dattersøn af kejser Pedro 1. af Brasilien og Maria Leopoldina af Østrig.
Han var oldesøn af Ludvig Filip af Orléans (Philippe Égalité), Ferdinand 1. af Begge Sicilier, Maria Karolina af Østrig, Johan 6. af Portugal, Carlota Joaquina af Spanien og den tysk-romerske kejser Frans 2..

## Forlovelse og børn
I begyndelsen af 1860'erne ønskede kejser Pedro 2. af Brasilien at få franske svigersønner. Han bad derfor sin søster (Pierres mor) om at sende et par franske prinser. Pierre af Orléans ønskede ikke at flytte til Brasilien. Derfor blev det et par af hans fætre, der blev kejserens svigersønner.
Senere fik Pierre af Orléans to børn (Jeanne (født 1879, gift med en markis i 1903) og Pierre Lebesgue (1881–1962)) med en ung gift kvinde (Angelica Lebesgue, død 1881). Efter deres mors død fandt en stor del af børnenes opvækst sted hos Pierre af Orléans.

## Flådeofficer
Pierre af Orléans ønskede at blive officer i flåden. Han kom i den amerikanske flåde i 1861, da han var 16 år gammel. 
Dengang måtte medlemmer at tidligere regerende familier ikke bo i Frankrig. I stedet gav James Buchanan, der var afgående præsident, ham tilladelse til at blive optaget i den amerikanske flåde.
Her gjorde han tjeneste på Nordstaternes side under den borgerkrigen. Efter borgerkrigen støttede USA kejser Maximilian 1. af Mexicos modstandere i Mexico. Da kejseren havde franske hjælpetropper, truede en krig mellem USA og Frankrig, og Pierre af Orléans forlod den amerikanske flåde.
Den 4. september 1870 afsatte franskmændene Napoleon 3. af Frankrig, og Pierre af Orléans skyndte sig hjem, hvor han blev optaget i flåden. Han kom til at spille en perifer rolle under den fransk-preussiske krig, hvor han mest gjorde tjeneste i land.
I 1886 tvang en ny lov – rettet mod de tidligere regerende familier – Pierre af Orléans ud af flåden. Alligevel stillede han sit slot 
Château d'Arc-en-Barrois til rådighed for hæren under 1. verdenskrig.